# André Forastieri
André Forastieri (Piracicaba, 11 de agosto de 1965) é um jornalista e empreendedor brasileiro.
É um dos brasileiros mais influentes do LinkedIn, onde já tem mais de 500 mil seguidores, e foi escolhido pelo site como uma das Top Voices 2018.

## Biografia
É jornalista desde 1988. No começo de sua carreira, André trabalhou na Folha de S.Paulo, no caderno Ilustrada, escrevendo principalmente sobre música, cinema e com uma coluna de HQ, e depois como editor do Folhateen.
Forastieri foi também editor-chefe da revistas SET e Bizz. Em 1993 fundou a Editora Acme, que começou com a revista General; a publicação mais conhecida foi a Revista Herói, pioneira na cobertura de anime, quadrinhos e o universo geek, que em 1995 foi a revista semanal mais vendida nas bancas. A revista era co-editada pela Editora Sampa.
Em 1998 Forastieri foi co-fundador Conrad Editora , uma das primeiras a investir pesado nos mangás e líder em revistas de games, com Nintendo World, Pokémon Club, EGM Brasil e outras. Depois veio a Conrad Livros, com uma linha editorial eclética e vanguardista juntando quadrinhos, política e literatura.
Em 2005, Forastieri deixa a Conrad e funda a Futuro Comunicação, em que lançou a versão brasileira da PC Magazine, importante título americano de tecnologia. Numa parceria com a Ediouro surge a editora Pixel Media, dedicada a quadrinhos. Em 2008 Forastieri deixou a sociedade.
Em agosto de 2007, assumiu a função de diretor editorial da Tambor Gestão de Negócios Ltda onde ficou responsável pelas revistas PC Magazine, Nintendo World, EGW e Movie, além dos sites Herói, PC Mag, Nintendo World, SMK 2.0, MSN Jogos, Bis Blog, EGW e Movie.
Entre outubro de 2008 e 2014, Forastieri foi blogueiro do portal R7. Posteriormente, entre março de 2014 e outubro de 2017, foi Editor Executivo do portal.
Em 2016 lançou seu primeiro livro, “O Dia Em Que o Rock Morreu”. No mesmo ano, em coautoria de Arianne Brogini, lançou o livro "Herói: A História da Revista que Mudou uma Geração", que traz depoimentos dos muitos profissionais que trabalharam na revista ao longo dos anos.
Desde maio de 2020 apresenta o podcast "ABFP - Álvaro & Barcinski & Forasta & Paulão", com Álvaro Pereira Júnior, André Barcinski e Paulo César Martin.
É sócio da Compasso, consultoria de conexão e conteúdo. Em 2025 participou de dois projetos bem-sucedidos de crowdfunding, o livro "Nintendistas" e a revista comemorativa "Herói 30 Anos". Mantém newsletter no Substack e publica também no seu site www.andreforastieri.com.br.